# Имегенов, Роман Жебакович
Роман Жебакович Имегенов (1887, улус Закулей, Балаганский уезд, Иркутская губерния, Российская империя — 16 октября 1958, с. Закулей, Нукутский район, Усть-Ордынский Бурятский национальный округ, Иркутская область, РСФСР, СССР) — старший табунщик колхоза «Унгинский скотовод» Нукутского аймака Усть-Ордынского Бурят-Монгольского национального округа Иркутской области, Герой Социалистического Труда (1948).

## Биография
Родился в 1887 году в улусе Закулей Иркутской губернии. Образования не получил.
Работал в колхозе «Унгинский скотовод» табуноводом. В закрепленном за ним табуне лошадей за послевоенное время Роман Жебакович получил от 60 закрепленных кобылиц 60 жеребят.
Указом Президиума Верховного Совета СССР от 15 сентября 1948 года Имегенову Роману Жебаковичу «за получение в 1947 году высокой продуктивности животноводства» было присвоено звание Героя Социалистического Труда с вручением ордена Ленина и медали «Золотая Звезда».